# Euphorbia insularis
Euphorbia insularis är en törelväxtart som beskrevs av Pierre Edmond Boissier. Euphorbia insularis ingår i släktet törlar, och familjen törelväxter. Inga underarter finns listade i Catalogue of Life.